# 二氟二氧化氙
二氟二氧化氙是氙的氟氧化物之一，化学式 XeO2F2。室温下的二氟二氧化氙是亚稳定的固体，会缓慢分解成二氟化氙，原因不明。
二氟二氧化氙是由Huston于1967年首次合成的。

## 制备
二氟二氧化氙可以由三氧化氙和四氟一氧化氙反应而成：
{\displaystyle {\ce {XeO3 + XeOF4 -> 2XeO2F2}}}
它还可以通过六氟化氙和水或硝酸钠的反应产生。
它也可以由五氧化二氮和四氟一氧化氙反应而成：
XeOF4 + N2O5 → XeO2F2 + 2 NO2F
注意这个反应不能加入过多的五氧化二氮，不然会产生更多硝酰氟和极易爆炸的三氧化氙。

## 性质
二氟二氧化氙是无色、正交晶系的晶体，空间群 Cmcm，晶格参数 a = 6.5 Å、b = 6.3 Å和c = 8.3 Å。这个分子是三角双锥形的，两个氟原子在垂直位置上，而氧原子和孤对电子位于水平位置上。它的Xe-O键长为1.714 Å、Xe-F键长1.899 Å、O-Xe-O键角105.7°、O-Xe-F键角91.6°、F-Xe-F键角174.7°。

## 反应
二氟二氧化氙在潮湿空气中立即水解为三氧化氙，而且水解过程中还可以嗅出臭氧味。
它和五氟碲酸硼反应，生成五氟碲氧基取代的化合物：
3 XeO2F2 + 2 B(OTeF5)3 → 3 XeO2(OTeF5)2 + 2 BF3
它也可以和五氟化锑反应生成[XeO2F]+[Sb2F11]-，其中含有的[XeO2F]+有三角锥形结构。二氟二氧化氙还会和氟化铯反应，生成CsXeO2F3。

## 扩展阅读
- 无机化学丛书，第一卷